# Robert Heaton
 (juillet 2021).
Si vous disposez d'ouvrages ou d'articles de référence ou si vous connaissez des sites web de qualité traitant du thème abordé ici, merci de compléter l'article en donnant les références utiles à sa vérifiabilité et en les liant à la section « Notes et références ».
Pour les articles homonymes, voir Heaton.
Robert "Robb" Heaton (6 juillet 1961 - 4 novembre 2004 à Bradford) était le batteur du groupe de rock britannique New Model Army.
Né le 6 juillet 1961 à Knutsford, Robb Heaton débute la musique en pratiquant la guitare. Adolescent, il décide de jouer de la batterie tout en continuant la guitare. En 1982, il se rend à Bradford et rencontre Justin Sullivan, il rejoint alors New model Army. Il participe au succès du groupe, grâce à l'album "Vengeance" en 1984, "No rest for the wicked" en 1985 et surtout "Thunder and consolation" en 1989. 
À la suite de graves ennuis de santé, il quitte le groupe en 1998.
Le 4 novembre 2004, Robert Heaton décède d'un cancer du pancréas.